# Saison 3 de Star Trek: Picard
 (juin 2023).
La mise en forme du texte ne suit pas les recommandations de Wikipédia : il faut le « wikifier ».
Les points d'amélioration suivants sont les cas les plus fréquents :
- Les titres sont pré-formatés par le logiciel. Ils ne sont ni en capitales, ni en gras.
- Le texte ne doit pas être écrit en capitales (les noms de famille non plus), ni en gras, ni en italique, ni en « petit »…
- Le gras n'est utilisé que pour surligner le titre de l'article dans l'introduction, une seule fois.
- L'italique est rarement utilisé : mots en langue étrangère, titres d'œuvres, noms de bateaux, etc.
- Les citations ne sont pas en italique mais en corps de texte normal. Elles sont entourées par des guillemets français : « et ».
- Les listes à puces sont à éviter, des paragraphes rédigés étant largement préférés. Les tableaux sont à réserver à la présentation de données structurées (résultats, etc.).
- Les appels de note de bas de page (petits chiffres en exposant, introduits par l'outil «  Source ») sont à placer entre la fin de phrase et le point final[comme ça].
- Les liens internes (vers d'autres articles de Wikipédia) sont à choisir avec parcimonie. Créez des liens vers des articles approfondissant le sujet. Les termes génériques sans rapport avec le sujet sont à éviter, ainsi que les répétitions de liens vers un même terme.
- Les liens externes sont à placer uniquement dans une section « Liens externes », à la fin de l'article. Ces liens sont à choisir avec parcimonie suivant les règles définies. Si un lien sert de source à l'article, son insertion dans le texte est à faire par les notes de bas de page.
- La présentation des références doit suivre les conventions bibliographiques. Il est recommandé d'utiliser les modèles {{Ouvrage}}, {{Chapitre}}, {{Article}}, {{Lien web}} et/ou {{Bibliographie}}. Le mode d'édition visuel peut mettre en forme automatiquement les références.
- Insérer une infobox (cadre d'informations à droite) n'est pas obligatoire pour parachever la mise en page.

Pour une aide détaillée, merci de consulter Aide:Wikification.
Si vous pensez que ces points ont été résolus, vous pouvez retirer ce bandeau et améliorer la mise en forme d'un autre article.
Cette page présente les épisodes de la saison 3 de la série télévisée Star Trek : Picard.

## Distribution
- Patrick Stewart (VF : Pierre Dourlens) : amiral Jean-Luc Picard
- Ed Speleers (VF : Benjamin Gasquet) : Jack Crusher (saison 3)
- Gates McFadden (VF : Sophie Riffont) : Beverly Crusher (saison 3)
- Jonathan Frakes (VF : Frédéric Souterelle) : William T. Riker
- Marina Sirtis (VF : Déborah Perret) : Deanna Troi
- Todd Stashwick (VF : Thierry Kazazian) : Liam Shaw, capitaine du Titan
- Ashlei Sharpe Chestnut (en) (VF : Périne Lislet) : Sidney La Forge
- Michael Dorn : (VF : Benoît Allemane) Worf
- Amanda Plummer : Capitaine Vadic
- LeVar Burton (VF : Thierry Desroses) : Geordi La Forge
- John de Lancie (VF : Frédéric Cerdal) : Q
- Michelle Forbes : Commandante Ro Laren
- Daniel Davis : Professeur Moriarty (hologramme)
- Tim Russ (VF : Thierno Ba) : Amiral Tuvok
- Elizabeth Dennehy : Amiral Elizabeth Shelby
- Walter Koenig : Anton Chekov (voix)

## Liste des épisodes

### Épisode 5:Imposteurs
Michelle Forbes (Ro Laren)
- Liam Shaw énumère les actions prises par Picard qui pourrait le mettre en mauvaise posture devant une cour martiale : la soucoupe de  l'Enterprise D qui finit sur une planète, Picard a passé sur Bakou et la création paradoxe dans le système Devron (Star Trek : La Nouvelle Génération : Toutes les bonnes choses…)